# Marina Bassolsová Riberová
Marina Bassolsová Riberová (nepřechýleně: Bassols Ribera, * 13. prosince 1999 Blanes) je španělská profesionální tenistka. Ve své dosavadní kariéře na okruhu WTA Tour nevyhrála žádný turnaj. V sérii WTA 125 vybojovala dvě singlové trofeje. V rámci okruhu ITF získala osm titulů ve dvouhře a sedm ve čtyřhře.
Na žebříčku WTA byla ve dvouhře nejvýše klasifikována v únoru 2024 na 105. místě a ve čtyřhře v srpnu 2022 na 194. místě. Trénuje ji krajan Marc Pallarés Massanas 
Ve španělském týmu Billie Jean King Cupu debutovala v roce 2023 skupinou finálového turnaje v Seville. Proti Polsku prohrála s Cristinou Bucșovou čtyřhru s párem Kawaová a Kubková. Španělky přesto zvítězily 2:1 na zápasy. Do listopadu 2024 v soutěži nastoupila k jedinému mezistátnímu utkání s bilancí 0–0 ve dvouhře a 0–1 ve čtyřhře.

## Tenisová kariéra
Ve dvouhře i čtyřhře okruhu WTA Tour debutovala červencovým Palermo Ladies Open 2021. Do singlové soutěže prošla jako 292. hráčka žebříčku z kvalifikace. V jejím úvodu podlehla třetí nasazené Švýcarce Jil Teichmannové z šesté světové desítky. Do debla zasáhla s Řekyní Papamichailovou. Časnou porážku jim přivodily pozdější vítězky Erin Routliffeová s Kimberley Zimmermannovou. Přes prohru v kvalifikací Hungarian Grand Prix 2022 s Fanny Stollárovou si budapešťskou dvouhru zahrála jako šťastná poražená. První duel však nezvládla s americkou kvalifikantkou a pozdější šampionkou Bernardou Peraovou.

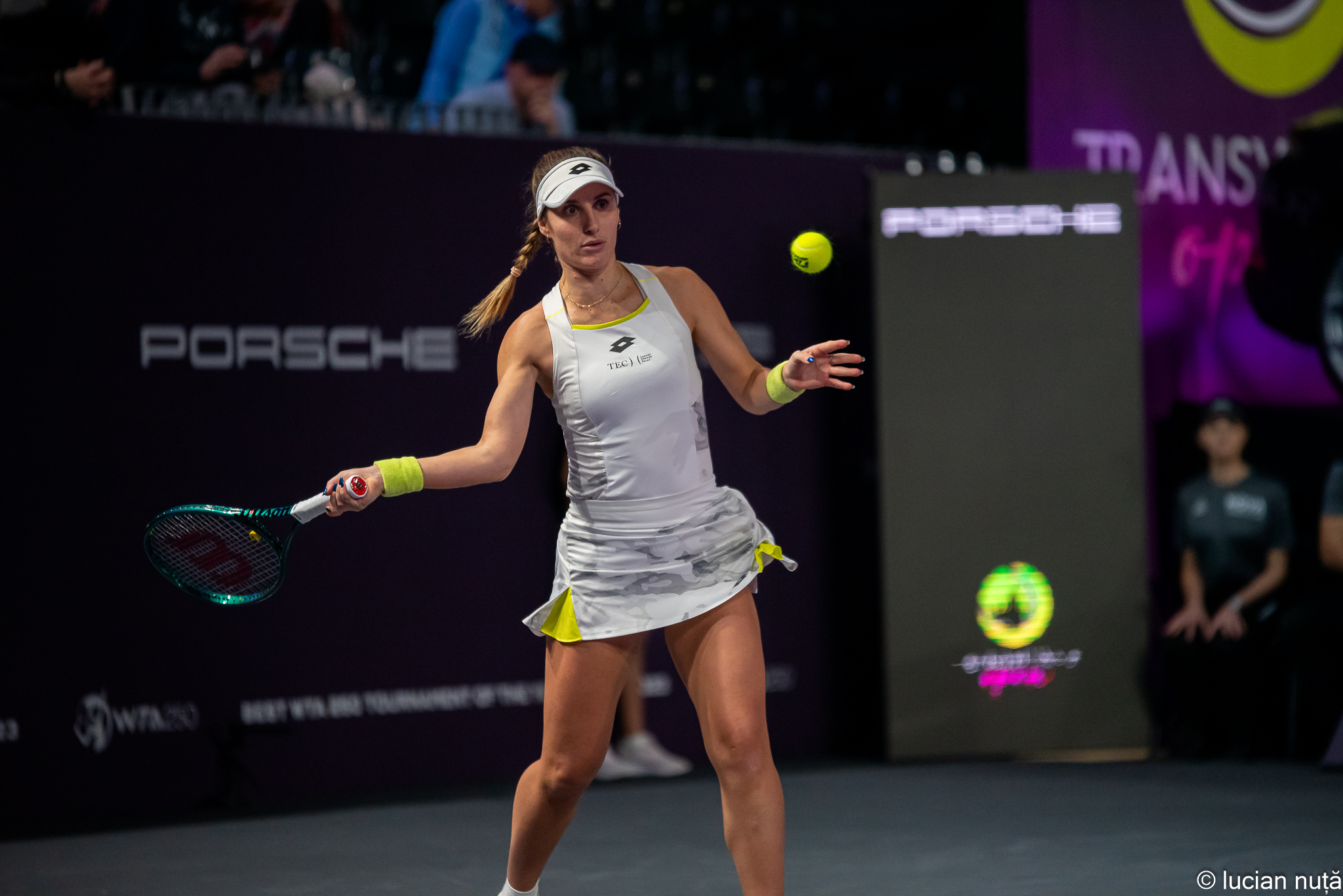
Forhend na Transylvania Open 2024

V grandslamové kvalifikaci prožila premiéru na US Open 2022. Ve druhé fázi ji přehrála Kamilla Rachimovová. Ani v sezóně 2023 se nepodívala do hlavní soutěže grandslamu, když opět skončila v kvalifikačních soutěžích. Na Australian Open ji zdolala Francouzka Kristina Mladenovicová, na French Open Američanka Sachia Vickeryová a v závěrečném kole Wimbledonu Srbka Natalija Stevanovićová, respektive Číňanka Wang Ja-fan v téže fázi US Open. Singlové soutěže brzy opustila na únorových Lyon Open, Upper Austria Ladies Linz a Monterrey Open 2023. Do kategorie WTA 1000 poprvé zasáhla květnovým Mutua Madrid Open 2023. V zahajovacím duelu však nenašla recept na českou kvalifikantku a světovou osmdesátku Markétu Vondroušovou.
První trofej v sérii WTA 125 vybojovala ve 23 letech na zářijovém Zavarovalnica Sava 2023 v Lublani. Z pozice páté nasazené postoupila do finále přes Rumunku Miriam Bulgaruovou a v něm porazila Turkyni Zeynep Sönmezovou.

## Finále série WTA 125
| Legenda                  |
| ------------------------ |
| D – dvouhra; Č – čtyřhra |
| WTA 125 (2–1 D; 0–1 Č)   |

### Dvouhra: 3 (2–1)
| Stav       | č. | datum         | turnaj                    | povrch    | soupeřka ve finále | výsledek      |
| ---------- | -- | ------------- | ------------------------- | --------- | ------------------ | ------------- |
| Finalistka | 1. | červen 2023   | Valencie, Španělsko       | antuka    | Majar Šarífová     | 3–6, 3–6      |
| Vítězka    | 1. | září 2023     | Lublaň, Slovinsko         | antuka    | Zeynep Sönmezová   | 6–0, 7–6(7–2) |
| Vítězka    | 2. | prosinec 2023 | Andorra la Vella, Andorra | tvrdý (h) | Erika Andrejevová  | 7–5, 7–6(7–3) |

### Čtyřhra: 1 (0–1)
| Stav       | č. | datum         | turnaj              | povrch | spoluhráčka       | soupeřky ve finále                   | výsledek |
| ---------- | -- | ------------- | ------------------- | ------ | ----------------- | ------------------------------------ | -------- |
| Finalistka | 1. | listopad 2021 | Montevideo, Uruguay | antuka | Carolina Alvesová | Irina Baraová Jekatěrine Gorgodzeová | 4–6, 3–6 |

## Tituly na okruhu ITF
| Dotace turnajů okruhu ITF | Dotace turnajů okruhu ITF |
| ------------------------- | ------------------------- |
| 100 000 $ tournaments     | 80 000 $ tournaments      |
| 60 000 $ tournaments      | 40 000 $ tournaments      |
| 25 000 $ tournaments      | 15 000 $ tournaments      |

### Dvouhra (8 titulů)
| Č. | datum         | turnaj                   | povrch | poražená finalistka    | výsledek      |
| -- | ------------- | ------------------------ | ------ | ---------------------- | ------------- |
| 1. | únor 2018     | Manacor, Španělsko       | antuka | Marta Pajginová        | 6–1, 6–4      |
| 2. | srpen 2018    | Rotterdam, Nizozemsko    | antuka | Svjatlana Piraženková  | 7–5, 6–2      |
| 3. | srpen 2018    | Haren, Nizozemsko        | antuka | Lara Saldenová         | 6–2, 7–6(4)   |
| 4. | leden 2019    | Manacor, Španělsko       | antuka | Ioana Loredana Roșcová | 6–3, 6–4      |
| 5. | březen 2021   | Manacor, Španělsko       | tvrdý  | Camilla Rosatellová    | 7–5, 6–2      |
| 6. | červen 2022   | Madrid, Španělsko        | tvrdý  | Alex Ealaová           | 6–4, 7–5      |
| 7. | červenec 2022 | Palma del Río, Španělsko | tvrdý  | Jessika Ponchetová     | 5–7, 6–4, 6–3 |
| 8. | listopad 2022 | Valencie, Španělsko      | antuka | Ylena In-Albonová      | 6–4, 6–0      |

### Čtyřhra (7 titulů)
| Č. | datum         | turnaj                       | povrch  | spoluhráčka             | poražené finalistky                             | výsledek            |
| -- | ------------- | ---------------------------- | ------- | ----------------------- | ----------------------------------------------- | ------------------- |
| 1. | červenec 2018 | Don Benito, Španělsko        | antuka  | Irina Cantos Siemersová | Noelia Bouzó Zanottiová Ángela Fita Boludová    | 6–1, 6–2            |
| 2. | červenec 2018 | El Espinar, Španělsko        | tvrdý   | Olga Parres Azcoitiová  | Tamara Čurovićová Başak Eraydınová              | 7–5, 6–4            |
| 3. | červenec 2019 | El Espinar, Španělsko        | tvrdý   | Feng Šuo                | Alexandra Bozovicová Šalimar Talbiová           | 7–5, 7–6(4)         |
| 4. | srpen 2019    | Las Palmas, Španělsko        | antuka  | Feng Šuo                | Manon Arcangioliová Kimberley Zimmermannová     | 6–3, 6–1            |
| 5. | září 2020     | Montemor-o-Novo, Portugalsko | tvrdý   | Ioana Loredana Roșcová  | Jodie Burrageová Olivia Nichollsová             | 7–6(5), 4–6, [10–6] |
| 6. | září 2020     | Porto, Portugalsko           | tvrdý   | Carolina Alvesová       | Júlia Payolová Himenó Sakacumeová               | 6–1, 4–6, [10–7]    |
| 7. | květen 2022   | Tossa de Mar, Španělsko      | koberec | Ioana Loredana Roșcová  | Yvonne Cavallé Reimersová Celia Cerviño Ruizová | 7–5, 6–0            |